# Parafia św. Stanisława Biskupa i Męczennika we Wronczynie
Parafia Świętego Stanisława Biskupa i Męczennika we Wronczynie – parafia rzymskokatolicka należąca do dekanatu kiszkowskiego. Erygowana w 1256 roku.

## Dokumenty
Księgi metrykalne:
- ochrzczonych od 1945 roku
- małżeństw od 1945 roku
- zmarłych od 1945 roku